# Edwin Vásquez Cam
Edwin Vásquez Cam (Lima, 28 de julio de 1922-Lima, 9 de marzo de 1993) fue un tirador peruano, ganador de una medalla de oro en los Juegos Olímpicos de Londres 1948, en la especialidad de pistola libre a 50 metros. En esta competencia, venció a tiradores de la talla del sueco Torsten Ullman y del suizo Rudolf Schneider. Fue el primer latinoamericano en obtener una medalla olímpica de tiro y es el único campeón olímpico de su país.

## Trayectoria

### Primeros años
Edwin Vásquez Cam nació el 28 de julio de 1922 en el barrio popular de Malambito, en el Centro de Lima. Sus padres fueron Gonzalo Vásquez Tejeda y Herminia Cam Ayulo. Cursó los estudios secundarios en el colegio Superior, donde mostró disposición para las matemáticas y el dibujo, materias en que destacaba por su poder de concentración y su pulso firme para hacer todo tipo de trazos.
Su padre también se dedicó al tiro profesional y con bastante éxito además. Llegó a hacerse del Premio Juan Gildemeister en 1928, y representó al Perú en competencias internacionales como los Juegos Bolivarianos de Bogotá 1938. Se trató del primer maestro de Edwin a quien acompañaba y asistía en sus prácticas caseras de tiro.
El primer concurso en que participó Edwin Vásquez fue en 1935, con 13 años de edad. Fue una competencia nocturna de carabina para principiantes con hándicap, organizada por el Club Internacional Revólver. Edwin se hizo fácilmente del primer lugar sin necesitar de la ayuda del hándicap. Tras esta primera muestra de su talento, compitió y ganó dos años consecutivos en el concurso nacional escolar de Tiro con fusil Mauser Original Peruano. 
Posteriormente participó en la Copa Bolivia de 1938. Gonzalo Vásquez había sido inscrito para ese torneo pero, por hallarse en Bogotá representando al Perú en los Juegos Bolivarianos, tuvo que dejar su puesto vacante. Enterado de esto, Edwin solicitó a los dirigentes del Club Internacional Revólver reemplazar a su padre, alegando la autorización de su padre, pese a que este no sabía del asunto. Los dirigentes del club creyeron en el joven y lo dejaron participar. El resultado fue sorprendente: Edwin Vásquez, con solo dieciséis años, empató en el primer lugar con Orlando Arenas, tirador profesional. Así fue que empezó a hacerse conocido en el mundo del tiro.

### El Premio Juan Gildemeister y la consolidación
En 1940, con tan solo 18 años, Edwin Vásquez consigue entrar en las altas esferas del Tiro peruano al obtener el Premio Juan Gildemeister, el título más importante que, en esta disciplina, existe en el Perú.
Para participar en la competencia, Vásquez también recurrió al secreto. Un tío suyo, el ingeniero Antonio Grutter, se había inscrito en las eliminatorias del Gildemeister. Diariamente iba a realizar sus entrenamientos y Edwin lo acompañaba. Así, el futuro campeón olímpico podía realizar los mismos disparos que su tío, obteniendo siempre mayor puntaje. Habiendo comprobado que estaba en condiciones, Vásquez se decidió a participar en el torneo, y se inscribió en las eliminatorias sin decírselo a nadie.
Superó la primera fase sin problemas, y solo entonces habló con su padre, que, lejos de molestarse, lo felicitó por haber clasificado, aunque temía que Edwin no pudiera resistir la ronda final (siete horas de competencia ininterrumpida). Sin embargo, las cosas salieron mucho mejor de lo que esperaba don Gonzalo. Edwin fue superior a sus rivales en las tres posiciones oficiales: de pie, de rodillas y tendido. Obtuvo 985 puntos con 120 balas –14 puntos más que Héctor Saettone, que quedó segundo– y se convirtió así en el ganador más joven de la historia del Juan Gildemeister. Cuentan que, en la ceremonia de premiación, el general Armando Sologuren, director de Tiro Nacional, soltó, en referencia a la baja estatura de Vásquez (1,59 m), una frase memorable: «Muy bien, jovencito. Serás bajo de estatura, pero en el tiro eres un gigante».
A partir de entonces, Edwin solo supo de victorias. En 1941, un año después de ganar este premio, obtuvo el primer lugar en La Laureada, un torneo de élite peruano en que solo participan los ganadores del Gildemeister. Entre 1941 y 1943 fue tres veces consecutivas campeón universitario con fusil de guerra. En el mismo año de 1943 fue designado «Tirador Selecto» por la Federación Peruana de Tiro. Y desde 1940 hasta 1946 logró ser campeón nacional en 10 ocasiones, participando en diferentes modalidades. Se trataba, pues, de una estrella del tiro peruano.
En 1947, los Juegos Deportivos Bolivarianos se celebraron en Lima. Como era de suponerse, Edwin Vásquez fue seleccionado para formar parte del representativo de su país. Y los resultados no pudieron ser mejores. El equipo peruano se impuso tanto en las competencias individuales como en las colectivas, y Edwin llegó a ser cuádruple campeón, en carabina y pistola. Era el logro más grande que, hasta la fecha, había obtenido Edwin Vásquez, y sin embargo no pudo celebrarlo por mucho tiempo. Las miras del equipo peruano estaban puestas en un objetivo mucho mayor: los Juegos Olímpicos de Londres 1948.

### Los Juegos Olímpicos de Londres 1948: la realización de la hazaña
En 1948, los Juegos Olímpicos, el evento deportivo más grande del mundo, se celebraron en Londres, con un atractivo bastante especial: su celebración se retomaba tras ocho años de interrupción forzados por la Segunda Guerra Mundial. Por el estado en que se encontraba Europa por entonces, se dio en llamar a estas olimpiadas los Juegos de la Austeridad. La delegación peruana envió a la capital inglesa 40 deportistas de siete disciplinas distintas: atletismo, básquetbol, ciclismo, esgrima, pesas, box y tiro.
El equipo de tiro, dada su calidad en el ambiente deportivo peruano, contaba con nueve integrantes: César Augusto Injoque, Raúl Valderrama, Wenceslao Salgado, Luis Mantilla, Froilán Tantaleán, Enrique Mendizábal, los hermanos Enrique y Guillermo Baldwin, y Edwin Vásquez Cam. De estos tiradores, Wenceslao Salgado era, a los ojos de la crítica, el gran favorito para obtener una medalla, puesto que poseía por entonces, con 543 puntos, el récord peruano de pistola libre.
Cuando el equipo de tiro se trasladó a Bisley Camp, lugar en que se desarrollarían las competencias de esa disciplina, comenzaron los problemas. Los tiradores peruanos, al comparar su armamento con el de los equipos europeos, comprobaron que estaban en gran desventaja. Una de las armas más obsoletas que había era la que correspondía a Edwin Vásquez. De modo que, para aspirar a una medalla, este tuvo que recurrir a un préstamo: el ingeniero peruano Luis Mantilla le cedió una pistola moderna que, aunque tuviera una empuñadora no amoldada a la mano de Vásquez, podría servirle para competir. Y eso no fue lo único: otro problema que tuvo que afrontar Vásquez Cam fue el advenimiento de una fuerte faringitis que le impidió entrenar lo suficiente y reconocer el campo en las fechas establecidas.
El 2 de agosto de 1948 se llevó a cabo en Bisley Camp la competencia de pistola libre a cincuenta metros, una competencia que consistía en 60 disparos divididos en 6 series de 10. Participaron en ella 50 tiradores de diferentes nacionalidades, entre los cuales se encontraban, por un lado, Edwin Vásquez Cam, y, por otro, el sueco Torsten Ullman. Torsten Ullman era el campeón vigente, había sido cuatro veces campeón mundial y poseía el récord olímpico, de modo que se perfilaba como el gran favorito para hacerse con la medalla de oro.
Pero la competencia se desarrolló de modo inesperado. El día, que había amanecido soleado, cambió bruscamente mientras se iniciaba la segunda serie y una lluvia torrencial azotó Bisley Camp, complicando todo para los tiradores. Una vez terminada la competencia, que en total duró tres horas, el ganador resultó siendo un joven desconocido en el circuito olímpico: Edwin Vásquez Cam, de Perú. Había obtenido un total de 545 puntos, superando contundentemente tanto a Torsten Ullman como al suizo Rudolf Schneider, que habían igualado en el segundo lugar con 539 y tuvieron que ir a desempate. Según cuenta Enrique Mendizábal, que asistió a Vásquez durante el cotejo, el equipo peruano no cupo en sí de alegría al ver que se había conseguido el objetivo más alto a que podían aspirar: una medalla de oro.
El 7 de agosto de 1948, en el estadio londinense de Wembley, se hizo efectiva la premiación. Por primera y única vez en la historia de los Juegos Olímpicos se izó la bandera peruana y se cantaron las estrofas del himno nacional. La delegación peruana volvió a Lima el 22 de agosto, y en todo el país no se hizo más que hablar del logro obtenido por Edwin Vásquez Cam.

### Últimos años
Tras haber obtenido la medalla de oro en los Juegos Olímpicos de Londres 1948, Edwin Vásquez Cam siguió participando en competencias continentales. En 1951, fue campeón en pistola libre en los Juegos Panamericanos de Buenos Aires, convirtiéndose así en el primer peruano en obtener una medalla de oro en esta competición. Ese mismo año también subió al podio más alto en los Juegos Bolivarianos de Caracas. Para el año de 1952, Vásquez tuvo la posibilidad de refrendar su título olímpico en los Juegos de Helsinki. Sin embargo, el gobierno de Manuel A. Odría decidió que el Perú no enviaría delegación alguna a Finlandia. Y, finalmente, en 1958, se convirtió en Campeón Sudamericano, en fuego central, en Santiago de Chile.
Las últimas actuaciones internacionales de Edwin Vásquez fueron en los Juegos Deportivos Bolivarianos de Maracaibo (1970) y de Panamá (1973). Tiempo después, estuvo como director técnico del equipo peruano en los Juegos Olímpicos de Melbourne 1956, y como abanderado en los Juegos Olímpicos de Los Ángeles 1984.
El 9 de marzo de 1993, a causa de un súbito ataque al miocardio, Edwin Vásquez Cam, con 70 años de edad, falleció en su ciudad natal, creando gran aflicción en el deporte peruano y latinoamericano.

## Filmografía
- 2013: Héroe Olímpico: la hazaña de Edwin Vásquez Cam (documental, de Luis Enrique Cam)

## Palmarés resumido
| Año  | Campeonato              | Lugar                   | Resultado | Especialidad             |
| ---- | ----------------------- | ----------------------- | --------- | ------------------------ |
| 1947 | Juegos Bolivarianos     | Lima, Perú              | 1.º       | Carabina y pistola       |
| 1948 | Juegos Olímpicos        | Londres, Inglaterra     | 1.º       | Pistola libre            |
| 1951 | Juegos Panamericanos    | Buenos Aires, Argentina | 1.º       | Pistola libre            |
| 1951 | Juegos Bolivarianos     | Caracas, Venezuela      | 1.º       | Pistola libre            |
| 1958 | Campeonato Sudamericano | Santiago, Chile         | 1.º       | Pistola de fuego central |